# Heliococcus danzigae
Heliococcus danzigae är en insektsart som beskrevs av Bazarov 1974. Heliococcus danzigae ingår i släktet Heliococcus och familjen ullsköldlöss. Inga underarter finns listade i Catalogue of Life.